# تیم ملی بسکتبال نپال
تیم ملی بسکتبال نپال نماینده نپال در مسابقات بین‌المللی بسکتبال است. این تیم بالاترین سطح بسکتبال در کشور نپال نیز هست. این تیم از سال ۲۰۰۰ به فیبا پیوست.